# Европска рукометна федерација
Европска рукометна федерација (позната по свом акрониму ЕХФ; енгл. European Handball Federation (EHF)) је кровна организација рукомета у Европи која контролише рукометне савезе држава Европе са седиштем у Бечу. Федерација је део Међународне рукометне федерације (ИХФ). Основана је 17. новембра 1991. године и има 50 чланова и два придружена члана Енглеска и Шкотска. 
Тренутни председник Европске рукометне федерације је Мајкл Ведеред који је на ту функцију изабран 17. новембра 2016. године.